# Falko Michel
Falko Michel (* 14. Januar 2001 in Breisach am Rhein) ist ein deutscher Fußballspieler, der im zentralen Mittelfeld eingesetzt wird.

## Karriere
Nach seinen Anfängen in der Jugend der Sportfreunde Eintracht Freiburg wechselte er im Sommer 2017 innerhalb der Stadt in die Jugendabteilung des SC Freiburg. Für seinen Verein bestritt er in der Saison 2017/18 18 Spiele in der B-Junioren-Bundesliga und in den Saisons 2018/19 und 2019/20 44 Spiele in der A-Junioren-Bundesliga, bei denen ihm insgesamt neun Tore gelangen. Mit seiner Mannschaft wurde er am Ende der Saison 2017/18 Sieger im DFB-Pokal der Junioren mit einem 2:1-Sieg gegen den 1. FC Kaiserslautern. Im Sommer 2020 wechselte er zur zweiten Mannschaft des VfB Stuttgart in die Regionalliga Südwest, für die er in den Saisons 2020/21 und 2021/22 59 Spiele absolvierte und 4 Tore erzielte.
Im Sommer 2022 wechselte er zum Drittligisten Borussia Dortmund II und kam dort in der Saison 2022/23 auch zu seinem ersten Einsatz im Profibereich, als er am 25. Juli 2022, dem 1. Spieltag, beim 1:1-Auswärtsunentschieden gegen den SV Wehen Wiesbaden in der 63. Spielminute für Can Özkan eingewechselt wurde. Im Sommer 2024 verließ er den Verein und wechselte zum 1. FC Magdeburg.

## Erfolge
SC Freiburg
- 2018: Sieg beim DFB-Pokal der Junioren